# Лёссер, Артур
Артур Лёссер (нем. Arthur Loesser; 26 августа 1894, Нью-Йорк — 4 января 1969, Кливленд) — американский пианист немецкого происхождения. Единокровный брат Фрэнка Лёссера.

## Биография
Учился в Колумбийском университете и в Институте музыкального искусства (у Зигмунта Стойовского и Перси Гетшуса), дебютировал как концертирующий пианист в 1913 г. в Берлине и в 1916 г. в Нью-Йорке, однако преимущественно был известен как выдающийся аккомпаниатор, работавший, в частности, с Мод Пауэлл, Эрнестиной Шуман-Хайнк, Мишей Эльманом (в том числе во время его турне по Японии, Китаю и Филиппинам в 1920—1921 гг.), Тошей Зайделем и др. В 1920-е гг. выступал также в составе фортепианного дуэта с Вильфридом Пеллетье, осуществил ряд записей. С 1926 г. преподавал в Кливлендском институте музыки, с 1953 г. возглавлял фортепианное отделение. Среди его учеников, в частности, Антон Куэрти.

## Труды
Лёссеру принадлежат также известные книги:
- «Юмор в американской песне» (англ. Humor in American Song; 1943)
- «Мужчины, женщины, рояли: Социальная история» (англ. Men Women and Pianos: A Social History; 1954).

1. ↑  Library of Congress Authorities (англ.) — Library of Congress.